# Verditer
Il verditer è un pigmento inorganico sintetico. Fu inventato nel 1657 da Robert Boyle.
La sua formula è CuCO3•(OH)3.
Ha un ottimo potere coprente.

## Nomi alternativi
- Cendres vertes
- Ceneri verdi
- Verd de terre vert
- Verde di rame